# Équipe des États-Unis de soccer à la Coupe du monde 1950
L'équipe des États-Unis de football  participe à sa 3e Coupe du monde, elle est éliminée au premier tour.

## Le parcours en phase finale
| 25 juin 1950                      | Espagne                           | 3 - 1 | États-Unis  | Estádio Durival de Britto, Curitiba                    |                                                        |
| 15:00 · Historique des rencontres | Igoa 81e · Basora 83e · Zarra 89e |       | Pariani 17e | Spectateurs : 9 000 Arbitrage : Mario Gonçalves Vianna | Spectateurs : 9 000 Arbitrage : Mario Gonçalves Vianna |
| 15:00 · Historique des rencontres | (Résumé)                          |       |             | Spectateurs : 9 000 Arbitrage : Mario Gonçalves Vianna | Spectateurs : 9 000 Arbitrage : Mario Gonçalves Vianna |

| 29 juin 1950                      | États-Unis   | 1 - 0 | Angleterre | Estadio Independencia, Belo Horizonte             |                                                   |
| 18:00 · Historique des rencontres | Gaetjens 38e |       |            | Spectateurs : 10 000 Arbitrage : Generoso Dattilo | Spectateurs : 10 000 Arbitrage : Generoso Dattilo |
| 18:00 · Historique des rencontres | (Résumé)     |       |            | Spectateurs : 10 000 Arbitrage : Generoso Dattilo | Spectateurs : 10 000 Arbitrage : Generoso Dattilo |

| 2 juillet 1950                    | Chili                                              | 5 - 2 | États-Unis                    | Ilha do Retiro, Recife                          |                                                 |
| 18:00 · Historique des rencontres | Robledo 16e · Cremaschi 32e, 61e, 82e · Prieto 54e |       | Wallace 47e · Maca 48e (pen.) | Spectateurs : 10 000 Arbitrage : Mario Gardelli | Spectateurs : 10 000 Arbitrage : Mario Gardelli |
| 18:00 · Historique des rencontres | (Résumé)                                           |       |                               | Spectateurs : 10 000 Arbitrage : Mario Gardelli | Spectateurs : 10 000 Arbitrage : Mario Gardelli |

| Classement final de la poule 2 |            |     |   |   |   |   |    |    |      |
|                                | Équipe     | Pts | J | G | N | P | BP | BC | Diff |
| 1                              | Espagne    | 6   | 3 | 3 | 0 | 0 | 6  | 1  | +5   |
| 2                              | Angleterre | 2   | 3 | 1 | 0 | 2 | 2  | 2  | 0    |
| 3                              | Chili      | 2   | 3 | 1 | 0 | 2 | 5  | 6  | -1   |
| 4                              | États-Unis | 2   | 3 | 1 | 0 | 2 | 4  | 8  | -4   |